# Lista tomów serii Fruits Basket
Ten artykuł zawiera listę tomów serii Fruits Basket autorstwa Natsuki Takayi, ukazywanej w magazynie „Hana to Yume” wydawnictwa Hakusensha od 18 lipca 1998 do 20 listopada 2006. Razem opublikowano 136 rozdziałów, które później zostały skompilowane do 23 tankōbonów, które wydawane były od 19 stycznia 1999 do 19 marca 2006.
Od 4 września 2015 do 20 lipca 2016 pod imprintem Hana to Yume Comics Special wydawana była edycja kolekcjonerska serii, zatytułowana Fruits Basket Collector’s Edition (jap. 愛蔵版 フルーツバスケット Aizōban Furūtsu Basuketto). W Polsce edycja ta została wydana nakładem wydawnictwa Waneko.
Sequel mangi zatytułowany Fruits Basket Another (jap. フルーツバスケットanother) rozpoczął publikację 4 września 2015 na darmowej stronie internetowej HanaLaLa Online, natomiast w sierpniu 2017 został przeniesiony do serwisu i aplikacji Manga Park, gdzie ukazywał się do 20 kwietnia 2020. Seria została również wydana w 4 tankōbonach, wydawanych od 19 sierpnia 2016 do 18 lutego 2022 nakładem wydawnictwa Hakusensha.

## Fruits Basket
| 1                                                                                              | 19 stycznia 1999     | ISBN 978-4-592-17161-4 |
| Lista rozdziałów - Rozdziały 1–6                                                               |                      |                        |
| 2                                                                                              | 18 czerwca 1999      | ISBN 978-4-592-17162-1 |
| Lista rozdziałów - Rozdziały 7–12                                                              |                      |                        |
| 3                                                                                              | 17 września 1999     | ISBN 978-4-592-17163-8 |
| Lista rozdziałów - Rozdziały 13–18                                                             |                      |                        |
| 4                                                                                              | 19 stycznia 2000     | ISBN 978-4-592-17164-5 |
| Lista rozdziałów - Rozdziały 19–24                                                             |                      |                        |
| 5                                                                                              | 19 kwietnia 2000     | ISBN 978-4-592-17165-2 |
| Lista rozdziałów - Rozdziały 25–30                                                             |                      |                        |
| 6                                                                                              | 18 sierpnia 2000     | ISBN 978-4-592-17166-9 |
| Lista rozdziałów - Rozdziały 31–36                                                             |                      |                        |
| 7                                                                                              | 17 sierpnia 2001     | ISBN 978-4-592-17167-6 |
| Lista rozdziałów - Rozdziały 37–42                                                             |                      |                        |
| 8                                                                                              | 18 stycznia 2002     | ISBN 978-4-592-17168-3 |
| Lista rozdziałów - Rozdziały 43–48                                                             |                      |                        |
| 9                                                                                              | 19 czerwca 2002      | ISBN 978-4-592-17169-0 |
| Lista rozdziałów - Rozdziały 49–53 - Rozdział bonusowy: Kyōfu no amayadori (jap. 恐怖の雨宿り) |                      |                        |
| 10                                                                                             | 18 października 2002 | ISBN 978-4-592-17170-6 |
| Lista rozdziałów - Rozdziały 54–59                                                             |                      |                        |
| 11                                                                                             | 19 lutego 2003       | ISBN 978-4-592-17881-1 |
| Lista rozdziałów - Rozdziały 60–65                                                             |                      |                        |
| 12                                                                                             | 19 czerwca 2003      | ISBN 978-4-592-17882-8 |
| Lista rozdziałów - Rozdziały 66–71                                                             |                      |                        |
| 13                                                                                             | 19 listopada 2003    | ISBN 978-4-592-17883-5 |
| Lista rozdziałów - Rozdziały 72–77                                                             |                      |                        |
| 14                                                                                             | 19 kwietnia 2004     | ISBN 978-4-592-17884-2 |
| Lista rozdziałów - Rozdziały 78–83                                                             |                      |                        |
| 15                                                                                             | 17 września 2004     | ISBN 978-4-592-17885-9 |
| Lista rozdziałów - Rozdziały 84–89                                                             |                      |                        |
| 16                                                                                             | 19 stycznia 2005     | ISBN 978-4-592-17886-6 |
| Lista rozdziałów - Rozdziały 90–95                                                             |                      |                        |
| 17                                                                                             | 19 maja 2005         | ISBN 978-4-592-17887-3 |
| Lista rozdziałów - Rozdziały 96–101                                                            |                      |                        |
| 18                                                                                             | 16 września 2005     | ISBN 978-4-592-17888-0 |
| Lista rozdziałów - Rozdziały 102–107                                                           |                      |                        |
| 19                                                                                             | 19 stycznia 2006     | ISBN 978-4-592-17889-7 |
| Lista rozdziałów - Rozdziały 108–113                                                           |                      |                        |
| 20                                                                                             | 19 maja 2006         | ISBN 978-4-592-18400-3 |
| Lista rozdziałów - Rozdziały 114–119                                                           |                      |                        |
| 21                                                                                             | 19 września 2006     | ISBN 978-4-592-18401-0 |
| Lista rozdziałów - Rozdziały 120–125                                                           |                      |                        |
| 22                                                                                             | 19 stycznia 2007     | ISBN 978-4-592-18402-7 |
| Lista rozdziałów - Rozdziały 126–131                                                           |                      |                        |
| 23                                                                                             | 19 marca 2007        | ISBN 978-4-592-18403-4 |
| Lista rozdziałów - Rozdziały 132–136                                                           |                      |                        |

## Fruits Basket Collector’s Edition
| Nr | Język japoński       | Język japoński         | Język polski         | Język polski           |
| Nr | Data wydania         | ISBN                   | Data wydania         | ISBN                   |
| -- | -------------------- | ---------------------- | -------------------- | ---------------------- |
| 1  | 4 września 2015      | ISBN 978-4-592-21811-1 | 29 lipca 2019        | ISBN 978-83-8096-637-6 |
| 2  | 4 września 2015      | ISBN 978-4-592-21812-8 | 28 października 2019 | ISBN 978-83-8096-638-3 |
| 3  | 20 października 2015 | ISBN 978-4-592-21813-5 | 30 stycznia 2020     | ISBN 978-83-8096-639-0 |
| 4  | 20 listopada 2015    | ISBN 978-4-592-21814-2 | 28 kwietnia 2020     | ISBN 978-83-8096-640-6 |
| 5  | 18 grudnia 2015      | ISBN 978-4-592-21815-9 | 28 lipca 2020        | ISBN 978-83-8096-641-3 |
| 6  | 20 stycznia 2016     | ISBN 978-4-592-21816-6 | 28 października 2020 | ISBN 978-83-8096-642-0 |
| 7  | 19 lutego 2016       | ISBN 978-4-592-21817-3 | 26 stycznia 2021     | ISBN 978-83-8096-643-7 |
| 8  | 18 marca 2016        | ISBN 978-4-592-21818-0 | 30 kwietnia 2021     | ISBN 978-83-8096-644-4 |
| 9  | 20 kwietnia 2016     | ISBN 978-4-592-21819-7 | 27 lipca 2021        | ISBN 978-83-8096-645-1 |
| 10 | 20 maja 2016         | ISBN 978-4-592-21820-3 | 25 października 2021 | ISBN 978-83-8096-646-8 |
| 11 | 20 czerwca 2016      | ISBN 978-4-592-21821-0 | 26 stycznia 2022     | ISBN 978-83-8096-647-5 |
| 12 | 20 lipca 2016        | ISBN 978-4-592-21822-7 | 25 kwietnia 2022     | ISBN 978-83-8096-648-2 |

## Fruits Basket Another
| Nr | Data wydania (język japoński) | ISBN (język japoński)  |
| -- | ----------------------------- | ---------------------- |
| 1  | 19 sierpnia 2016              | ISBN 978-4-592-21851-7 |
| 2  | 20 września 2017              | ISBN 978-4-592-21852-4 |
| 3  | 20 marca 2019                 | ISBN 978-4-592-21853-1 |
| 4  | 18 lutego 2022                | ISBN 978-4-592-21853-1 |